# Тропикале Амисса Бонго
Тропикале Амисса Бонго (фр. La Tropicale Amissa Bongo), также известная как Тур Габона — ежегодная шоссейная многодневная мужская велогонка,  проходящая  на территории Габона. Входит в календарь UCI Africa Tour,  имеет категорию 2.1. Велогонка названа в честь Альбертин-Амиссы Бонго (1964-1993), дочери президента Республики Габон в 1967—2009 годах Омара Бонго Ондимбы.

## Победители

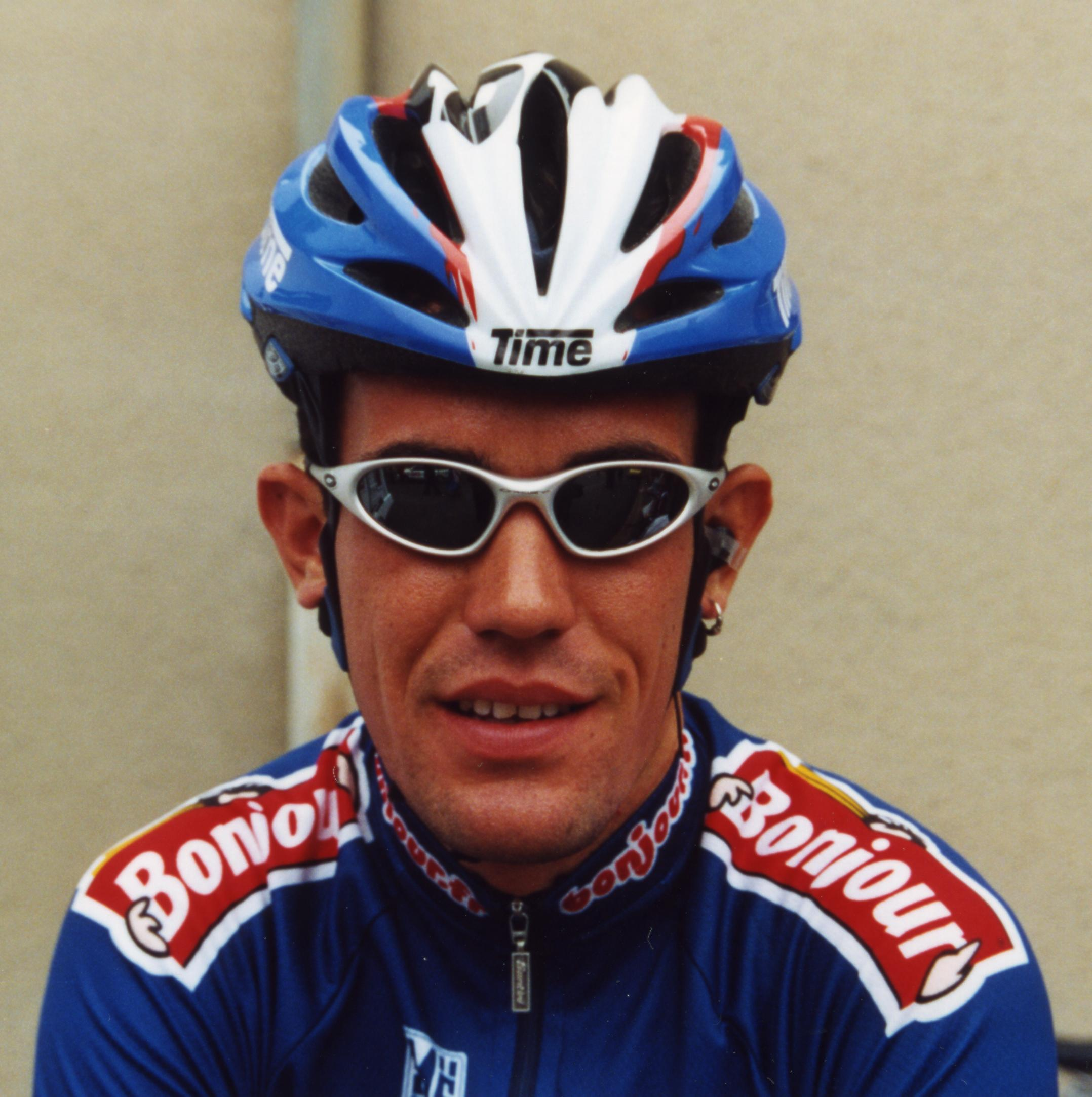
Антони Шарту, трёхкратный победитель велогонки

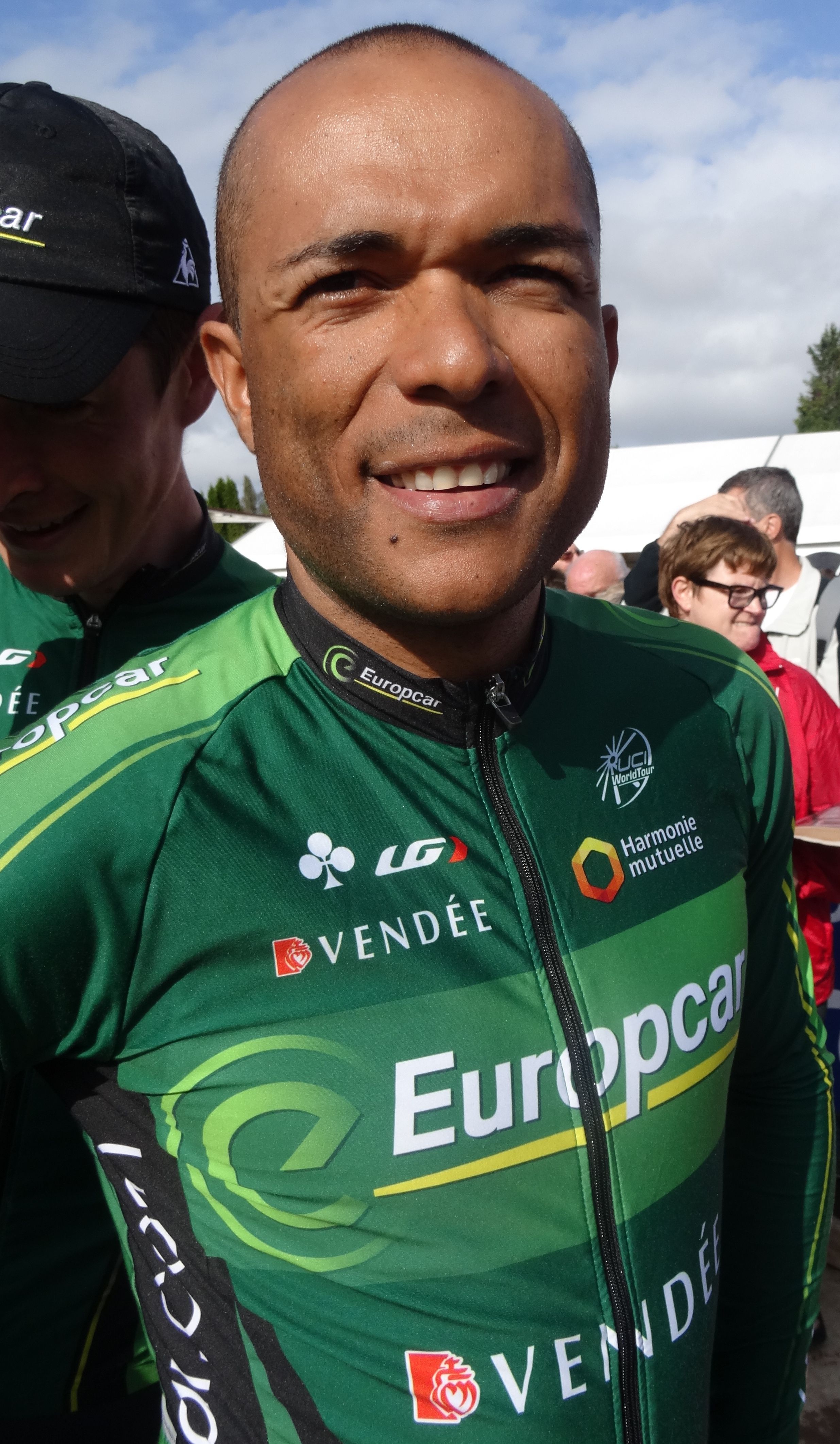
Йохан Жене, двукратный победитель велогонки

| Год  | Победитель        | Второй             | Третий                 |         |
| ---- | ----------------- | ------------------ | ---------------------- | ------- |
| 2006 | Юсси Вейкканен    | Фредерик Гуесдон   | Евгений Соколов        |         |
| 2007 | Фредерик Гуесдон  | Пьер Роллан        | Юсси Вейкканен         |         |
| 2008 | Лилиан Жегу       | Ян Пивуа           | Рони Мартиас           |         |
| 2009 | Матьё Ладаньюс    | Филипе Кардосо     | Пьер Роллан            |         |
| 2010 | Антони Шарту      | Иан Маклеод        | Юлин Лаубет            |         |
| 2011 | Антони Шарту      | Энди Каппелле      | Адиль Джеллоуль        |         |
| 2012 | Антони Шарту      | Мерон Руссом       | Адиль Джеллоуль        |         |
| 2013 | Йохан Жене        | Сауфиане Хадди     | Гаэтан Билль           |         |
| 2014 | Натнаэль Беране   | Луис Леон Санчес   | Эгой Гарсия            |         |
| 2015 | Рафаа Штиоуи      | Джованни Бернадо   | Абделькадер Бельмухтар |         |
| 2016 | Адриан Пети       | Андреа Палини      | Антони Делаплас        |         |
| 2017 | Йохан Жене        | Тесфом Окюбамариам | Никодемус Холлер       |         |
| 2018 | Джозеф Ареруя     | Никодемус Холлер   | Дамьен Годен           |         |
| 2019 | Никколо Бонифацио | Лоренцо Манзен     | Андре Грайпель         |         |
| 2020 | Жордан Левассёр   | Натнаэль Тесфацион | Эмануэль Морин         |         |
| 2021 | отменён           | отменён            | отменён                | отменён |
| 2022 | отменён           | отменён            | отменён                | отменён |
| 2023 | Геофрей Сойпе     | Хамза Амари        | Кристофер Лагань       |         |

## Рекорд побед

### Индивидуально
| Число побед | Победитель   | Страна  | Годы             |
| ----------- | ------------ | ------- | ---------------- |
| 3           | Антони Шарту | Франция | 2010, 2011, 2012 |
| 2           | Йохан Жене   | Франция | 2013, 2017       |

### По странам
| Побед | Страна                                    |
| ----- | ----------------------------------------- |
| 10    | Франция                                   |
| 1     | Финляндия, Эритрея, Тунис, Руанда, Италия |